# 扎哈利斯科耶市镇
扎哈利斯科耶市镇（俄语：Муниципальное образование «Захальское»）是俄罗斯联邦伊尔库茨克州埃希里特-布拉加特区所属的一个市镇。其下辖有7个居民点，行政中心为斯韦尔德洛沃。据2016年统计，该市镇的人口为1562人。